# Virgen y el Niño (Masaccio)
Virgen y el Niño, también conocido como Virgen con el Niño y ángeles, es un cuadro del pintor renacentista italiano Masaccio. Es un temple sobre tabla de 135,5 x 75 cm, pintado en 1426. Se conserva en la National Gallery de Londres.
Masaccio trabajó en colaboración con su hermano Giovanni y con Andrea di Giusto.
La pintura es el panel central de un gran retablo de 19 piezas que se ejecutó para la capilla del notario Giuliano di Colino en la iglesia de iglesia carmelita en Pisa, conocido como Políptico de Pisa, realizado en el año 1426 por Masaccio. El políptico constaba de 19 tablas. Junto a rasgos arcaicos, como el uso del fondo de oro, la principal novedad era que todos los paneles tenían un único punto de fuga, de modo que la composición resultase unitaria. En el siglo XVIII, el políptico fue desmebrado. Sólo se han identificado once paneles de este retablo, y están dispersos por cinco museos distintos.
- Datos: Q369582
- Multimedia: Madonna with Child and Angels by Masaccio / Q369582